# Карагай (Куюргазинський район)
Карага́й (рос. Карагай, башк. Ҡарағай) — присілок у складі Куюргазинського району Башкортостану, Росія. Входить до складу Ількінеєвської сільської ради.
До 10 вересня 2007 року присілок називався селище Роз'їзду Карагайка.
Населення — 46 осіб (2010; 29 в 2002).
Національний склад:
- башкири — 72%